# 野々市市立館野小学校
野々市市立館野小学校（ののいちしりつたちのしょうがっこう）は、石川県野々市市押野にある市立小学校。

## 概要
1983年4月現在地で建設着工。1984年3月御園小学校より分離。4月開校。

## 沿革
- 1984年3月31日 - 御園小学校より分離。
- 1984年4月1日 - 野々市町立館野小学校開校。
- 1984年5月17日 - 校舎落成。
- 2011年11月11日 - 野々市市の市制施行に伴い、野々市市立館野小学校に校名変更。

## 校名の由来
校名は、開校前に当時の野々市町民からの公募で決めた。
「館野小学校」の名称は現在の野々市市押野１丁目に住む女性が応募したもので、同校が室町時代に冨樫家善が住んだ押野館跡に建ったことから、「館」の一文字を冠したものである。富樫氏の人徳と残された幾多の輝かしい文化をしのび、このゆかりある地で、児童が伸び伸びと健やかに学び育つことを願い名付けられました。昭和期から平成期にかけての発掘調査で、館野小学校運動場の殆どの部分が押野館跡と重なることが分かった。
冨樫家善は押野庄の地頭を勤めた人で、自身の敷地や田地5町（館野小学校に隣接する現在の野々市市押野3～4丁目以南）を冨樫氏の菩提寺である大乗寺(現在は金沢市長坂にあるが、当時は野々市市1丁目～横宮にあった)へ寄進したことが史料として残っている。

## 著名な卒業生
- 森井健太[5] - バスケットボール選手、横浜ビー・コルセアーズ所属

## 学校周辺
- 布水中学校